# Delphinium humilius
Delphinium humilius är en ranunkelväxtart som först beskrevs av Wen Tsai Wang, och fick sitt nu gällande namn av Wen Tsai Wang. Delphinium humilius ingår i släktet storriddarsporrar, och familjen ranunkelväxter. Inga underarter finns listade i Catalogue of Life.